# Placca Niuafo'ou

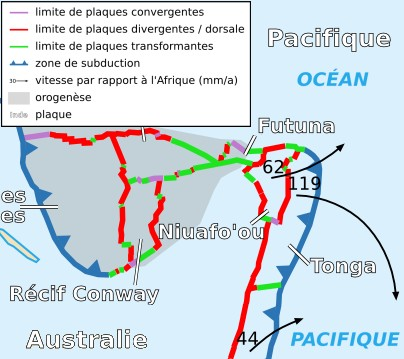
Collocazione della placca di Niuafo'ou

La placca di Niuafo'ou  è una microplacca tettonica della litosfera terrestre. Ha una superficie di 0,00079 steradianti ed è associata alla placca australiana.

## Caratteristiche
È situata nella parte occidentale dell'Oceano Pacifico, e copre  l'isola di Niuafo'ou, da cui deriva il nome.
La placca di Niuafo'ou è in contatto con la placca Futuna, la placca delle Tonga, la placca pacifica e la placca australiana. 
La placca si sposta con una velocità di rotazione di 3,255° per milione di anni secondo un polo euleriano situato a 06°87' di latitudine sud e 168°87' di longitudine ovest.